# Rivoli Veronese
Rivoli Veronese (velenceiül Rìole) település Olaszországban, Veneto régióban, Verona megyében. Lakosainak száma 2195 fő (2023. január 1.). Rivoli Veronese Affi, Brentino Belluno, Caprino Veronese, Cavaion Veronese, Costermano, Dolcè és Sant'Ambrogio di Valpolicella községekkel határos.

## Népesség
A település népességének változása:
| Lakosok száma | 2182 | 2210 | 2195 |
|               | 2017 | 2018 | 2023 |